# Course des chats 2015
La 75e édition de la Course des chats a eu lieu le 15 mars 2015. La course fait partie du calendrier UCI Europe Tour 2015 en catégorie 1.2. C'est également la première épreuve de la Topcompétition 2015.
L'épreuve a été remportée lors d'un sprint à trois par le Belge Baptiste Planckaert (Roubaix Lille Métropole) qui s'impose devant son compatriote Joeri Calleeuw (Verandas Willems), qui termine dans le même temps, et trois secondes devant l'Allemand Nils Politt (Stölting).

## Présentation

### Équipes
Classée en catégorie 1.2 de l'UCI Europe Tour, la Course des chats est par conséquent ouverte aux équipes continentales professionnelles belges, aux équipes continentales, aux équipes nationales et aux équipes régionales et de clubs.
Vingt-huit équipes participent à cette Course des chats - une équipe continentale professionnelle, quatorze équipes continentales et treize équipes régionales et de clubs :
| Équipe continentale professionnelle | Équipe continentale professionnelle | Équipe continentale professionnelle |
| Nom de l'équipe                     | Pays                                | Code                                |
| ----------------------------------- | ----------------------------------- | ----------------------------------- |
| Topsport Vlaanderen-Baloise         | Belgique                            | TSV                                 |

| Équipes continentales          | Équipes continentales | Équipes continentales |
| Nom de l'équipe                | Pays                  | Code                  |
| ------------------------------ | --------------------- | --------------------- |
| 3M                             | Belgique              | MMM                   |
| AWT-Greenway                   | Tchéquie              | AWT                   |
| Cibel                          | Belgique              | CIB                   |
| Colba-Superano Ham             | Belgique              | CSH                   |
| Color Code-Aquality Protect    | Belgique              | CCB                   |
| Rabobank Development           | Pays-Bas              | RDT                   |
| Roubaix Lille Métropole        | France                | RLM                   |
| Stölting                       | Allemagne             | STG                   |
| T.Palm-Pôle Continental Wallon | Belgique              | PCW                   |
| Trefor-Blue Water              | Danemark              | TBW                   |
| Vastgoedservice-Golden Palace  | Belgique              | VGS                   |
| Veranclassic-Ekoï              | Belgique              | VER                   |
| Verandas Willems               | Belgique              | WIL                   |
| Wallonie-Bruxelles             | Belgique              | WBC                   |

| Équipes régionales et de clubs | Équipes régionales et de clubs | Équipes régionales et de clubs |
| Nom de l'équipe                | Pays                           | Code                           |
| ------------------------------ | ------------------------------ | ------------------------------ |
| Asfra Racing Oudenaarde        | Belgique                       | ASF                            |
| Baguet-MIBA Poorten-Indulek    | Belgique                       | BMP                            |
| BCV Works-Soenens              | Belgique                       | BCV                            |
| BMC Development                | États-Unis                     | BMD                            |
| EFC-Etixx                      | Belgique                       | EFC                            |
| Groot Amsterdam                | Pays-Bas                       | GRO                            |
| KSV Deerlijk-Gaverzicht        | Belgique                       | DEE                            |
| Lotto-Soudal U23               | Belgique                       | LTU                            |
| Ottignies-Perwez               | Belgique                       | OTP                            |
| Profel United                  | Belgique                       | PFU                            |
| Prorace                        | Belgique                       | PRO                            |
| Van Der Vurst-Hiko             | Belgique                       | VDV                            |
| VL Technics-Experza-Abutriek   | Belgique                       | VLT                            |

### Règlement de la course

#### Primes
Les vingt prix sont attribués suivant le barème de l'UCI,. Le total général des prix distribués est de 6 010 €.
| Position | 1er     | 2e      | 3e    | 4e    | 5e    | 6e    | 7e    | 8e    | 9e    | 10e à 20e |
| Prix     | 2 425 € | 1 210 € | 607 € | 305 € | 240 € | 180 € | 180 € | 118 € | 118 € | 57 €      |

## Classements

### Classement final
| Classement final | Classement final    | Classement final | Classement final              | Classement final   |
|                  | Coureur             | Pays             | Équipe                        | Temps              |
| ---------------- | ------------------- | ---------------- | ----------------------------- | ------------------ |
| 1er              | Baptiste Planckaert | Belgique         | Roubaix Lille Métropole       | en 4 h 16 min 11 s |
| 2e               | Joeri Calleeuw      | Belgique         | Verandas Willems              | + 0 s              |
| 3e               | Nils Politt         | Allemagne        | Stölting                      | + 3 s              |
| 4e               | Dimitri Claeys      | Belgique         | Verandas Willems              | + 11 s             |

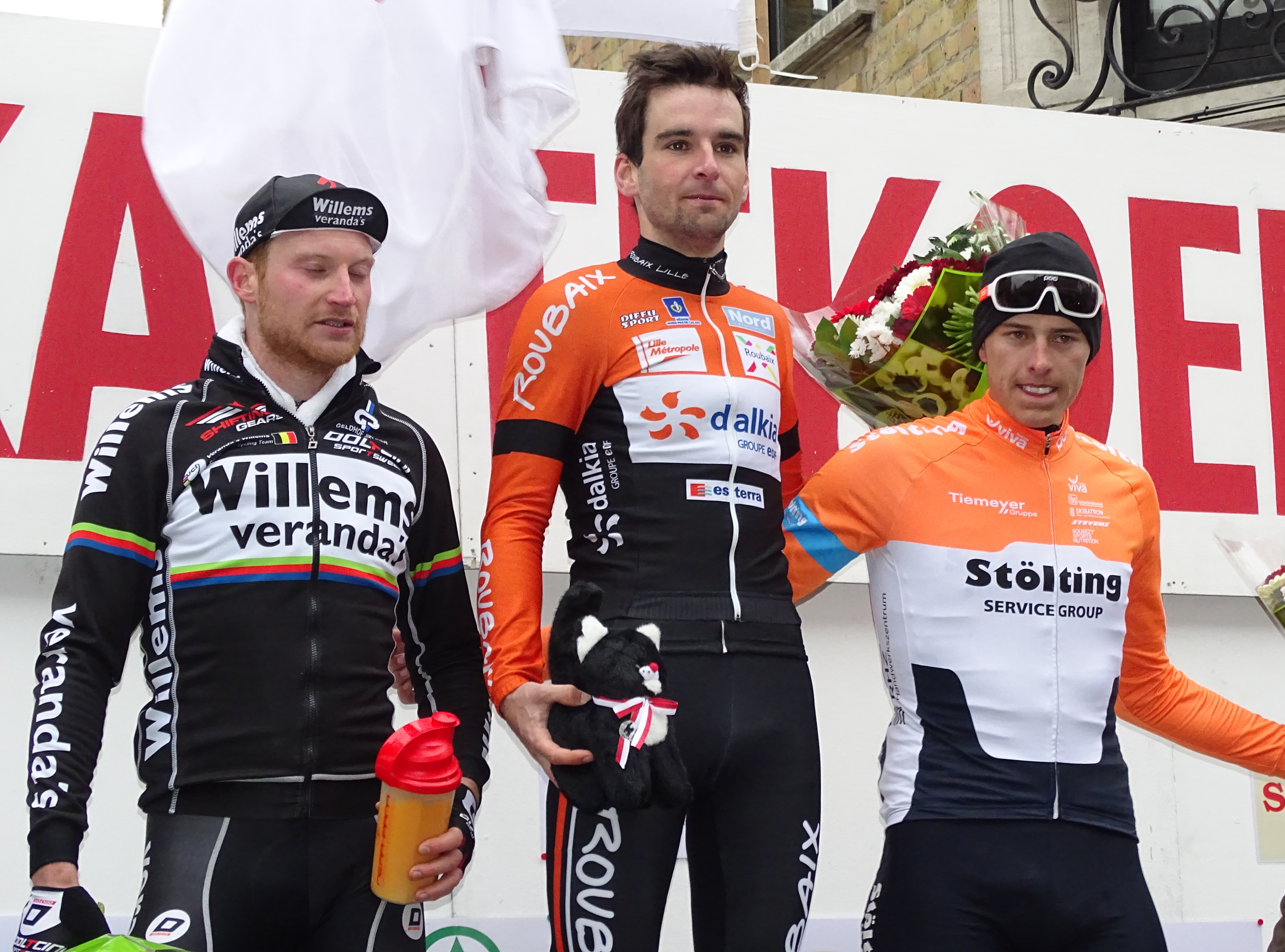
Joeri Calleeuw (2e), Baptiste Planckaert (1er) et Nils Politt (3e).

| 5e               | Bert Van Lerberghe  | Belgique         | Topsport Vlaanderen-Baloise   | + 14 s             |
| 6e               | Gerry Druyts        | Belgique         | Vastgoedservice-Golden Palace | + 14 s             |
| 7e               | Christophe Noppe    | Belgique         | EFC-Etixx                     | + 14 s             |
| 8e               | Nicolas Vereecken   | Belgique         | 3M                            | + 14 s             |
| 9e               | Maxime Farazijn     | Belgique         | EFC-Etixx                     | + 14 s             |
| 10e              | Loïc Vliegen        | Belgique         | BMC Development               | + 14 s             |
| modifier         |                     |                  |                               |                    |

### Classement de la Topcompétition

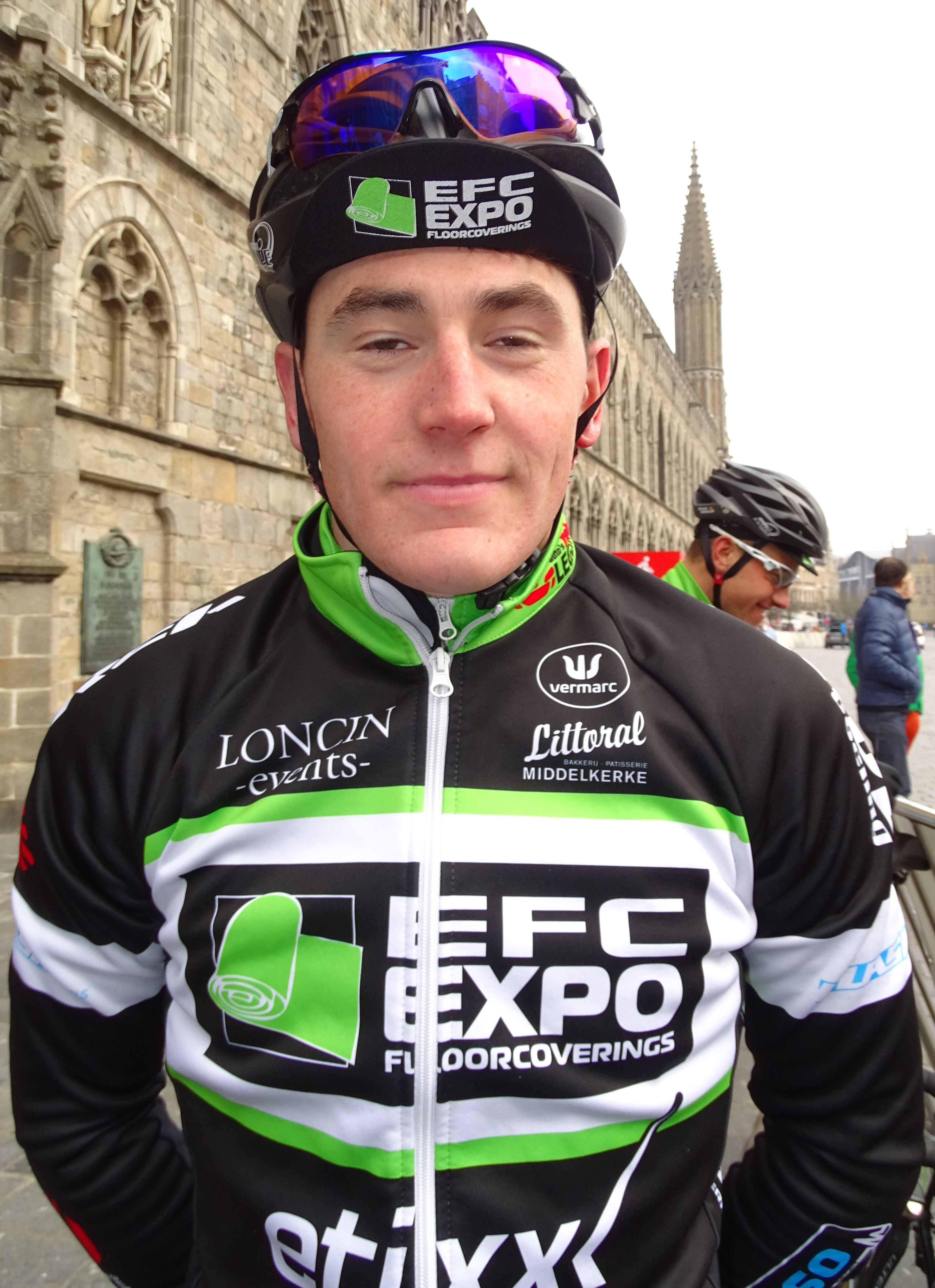
Christophe Noppe est le leader de la Topcompétition.

| Top dix de la Topcompétition à l'issue de la 1re manche | Top dix de la Topcompétition à l'issue de la 1re manche | Top dix de la Topcompétition à l'issue de la 1re manche | Top dix de la Topcompétition à l'issue de la 1re manche | Top dix de la Topcompétition à l'issue de la 1re manche |
| ------------------------------------------------------- | ------------------------------------------------------- | ------------------------------------------------------- | ------------------------------------------------------- | ------------------------------------------------------- |
|                                                         | Coureur                                                 | Pays                                                    | Équipe                                                  | Point(s)                                                |
| 1er                                                     | Christophe Noppe                                        | Belgique                                                | EFC-Etixx                                               | 30 points                                               |
| 2e                                                      | Nicolas Vereecken                                       | Belgique                                                | 3M                                                      | 28 pts                                                  |
| 3e                                                      | Maxime Farazijn                                         | Belgique                                                | EFC-Etixx                                               | 26 pts                                                  |
| 4e                                                      | Piet Allegaert                                          | Belgique                                                | EFC-Etixx                                               | 24 pts                                                  |
| 5e                                                      | Maarten Craeghs                                         | Belgique                                                | Lotto-Soudal U23                                        | 22 pts                                                  |
| 6e                                                      | Tim Vanspeybroeck                                       | Belgique                                                | 3M                                                      | 20 pts                                                  |
| 7e                                                      | Gilles Loncin                                           | Belgique                                                | EFC-Etixx                                               | 19 pts                                                  |
| 8e                                                      | Benjamin Declercq                                       | Belgique                                                | EFC-Etixx                                               | 18 pts                                                  |
| 9e                                                      | Robin Mertens                                           | Belgique                                                | Prorace                                                 | 17 pts                                                  |
| 10e                                                     | Matthias Allegaert                                      | Belgique                                                | BCV Works-Soenens                                       | 16 pts                                                  |
| modifier                                                |                                                         |                                                         |                                                         |                                                         |

| \| \| Top dix de la Topcompétition à l'issue de la 1re manche[5] \| | \| \| Top dix de la Topcompétition à l'issue de la 1re manche[5] \| | \| \| Top dix de la Topcompétition à l'issue de la 1re manche[5] \| | \| \| Top dix de la Topcompétition à l'issue de la 1re manche[5] \| |
| ------------------------------------------------------------------- | ------------------------------------------------------------------- | ------------------------------------------------------------------- | ------------------------------------------------------------------- |
|                                                                     | Équipe                                                              | Pays                                                                | Point(s)                                                            |
| 1                                                                   | EFC-Etixx                                                           | Belgique                                                            | 30                                                                  |
| 2                                                                   | 3M                                                                  | Belgique                                                            | 28                                                                  |
| 3                                                                   | Lotto-Soudal U23                                                    | Belgique                                                            | 26                                                                  |
| 4                                                                   | BCV Works-Soenens                                                   | Belgique                                                            | 24                                                                  |
| 5                                                                   | Color Code-Aquality Protect                                         | Belgique                                                            | 22                                                                  |
| 6                                                                   | VL Technics-Experza-Abutriek                                        | Belgique                                                            | 20                                                                  |
| 7                                                                   | Prorace                                                             | Belgique                                                            | 19                                                                  |
| 8                                                                   | T.Palm-Pôle Continental Wallon                                      | Belgique                                                            | 18                                                                  |
| 9                                                                   | Ottignies-Perwez                                                    | Belgique                                                            | 17                                                                  |
| 10                                                                  | Veranclassic-Ekoï                                                   | Belgique                                                            | 16                                                                  |
|                                                                     | Top dix de la Topcompétition à l'issue de la 1re manche             |                                                                     |                                                                     |

|  | Top dix de la Topcompétition à l'issue de la 1re manche |

### UCI Europe Tour
Cette Course des chats attribue des points pour l'UCI Europe Tour 2015, par équipes seulement aux coureurs des équipes continentales professionnelles et continentales, individuellement à tous les coureurs sauf ceux faisant partie d'une équipe ayant un label WorldTeam.
| Position,          | 1er | 2e | 3e | 4e | 5e | 6e | 7e | 8e |
| Classement général | 40  | 30 | 16 | 12 | 10 | 8  | 6  | 3  |

## Liste des participants
- Liste de départ complète

| Légende | Légende                                                                    | Légende | Légende                                                    |
| ------- | -------------------------------------------------------------------------- | ------- | ---------------------------------------------------------- |
| Num     | Dossard de départ porté par le coureur sur cette Course des chats          | Pos     | Position à l'arrivée de la course                          |
|         | Indique un maillot de champion national ou mondial, suivi de sa spécialité | NP      | Indique un coureur qui n'a pas pris le départ de la course |
| AB      | Indique un coureur qui n'a pas terminé la course                           | HD      | Indique un coureur qui a terminé la course hors des délais |

| Lotto-Soudal U23 LTU                   | Lotto-Soudal U23 LTU    | Lotto-Soudal U23 LTU |
| -------------------------------------- | ----------------------- | -------------------- |
| Num                                    | Coureur                 | Pos                  |
| 1                                      | Maarten Craeghs (BEL)   | 12e                  |
| 2                                      | Kevin Deltombe (BEL)    | 90e                  |
| 3                                      | Laurens De Plus (BEL)   | 113e                 |
| 4                                      | Frederik Frison (BEL)   | 67e                  |
| 5                                      | Michael Goolaerts (BEL) | 65e                  |
| 6                                      | Ruben Pols (BEL)        | AB                   |
| 7                                      | Kenneth Van Rooy (BEL)  | 39e                  |
| Directeur sportif : Kurt Van De Wouwer |                         |                      |

| EFC-Etixx EFC                | EFC-Etixx EFC           | EFC-Etixx EFC |
| ---------------------------- | ----------------------- | ------------- |
| Num                          | Coureur                 | Pos           |
| 8                            | Piet Allegaert (BEL)    | 11e           |
| 9                            | Benjamin Declercq (BEL) | 19e           |
| 10                           | Aimé De Gendt (BEL)     | AB            |
| 11                           | Maxime Farazijn (BEL)   | 9e            |
| 12                           | Gilles Loncin (BEL)     | 18e           |
| 13                           | Christophe Noppe (BEL)  | 7e            |
| 14                           | Miel Pyfferoen (BEL)    | AB            |
| Directeur sportif : Wim Feys |                         |               |

| Color Code-Aquality Protect CCB              | Color Code-Aquality Protect CCB | Color Code-Aquality Protect CCB |
| -------------------------------------------- | ------------------------------- | ------------------------------- |
| Num                                          | Coureur                         | Pos                             |
| 15                                           | Julien Kaise (BEL)              | 42e                             |
| 16                                           | Franklin Six (BEL)              | 110e                            |
| 17                                           | Charlie Arimont (BEL)           | 26e                             |
| 18                                           | Florent Delfosse (BEL)          | AB                              |
| 19                                           | Loïc Hennaux (BEL)              | 89e                             |
| 20                                           | Rémy Mertz (BEL)                | 69e                             |
| 21                                           | Jimmy Duquennoy (BEL)           | 28e                             |
| Directeur sportif : Jean-Denis Vandenbroucke |                                 |                                 |

| Verandas Willems WIL                  | Verandas Willems WIL     | Verandas Willems WIL |
| ------------------------------------- | ------------------------ | -------------------- |
| Num                                   | Coureur                  | Pos                  |
| 22                                    | Gaëtan Bille (BEL)       | AB                   |
| 23                                    | Joeri Calleeuw (BEL)     | 2e                   |
| 24                                    | Christophe Prémont (BEL) | 74e                  |
| 25                                    | Dimitri Claeys (BEL)     | 4e                   |
| 26                                    | Daan Myngheer (BEL)      | 15e                  |
| 27                                    | Emiel Wastyn (BEL)       | 31e                  |
| 28                                    | Joren Touquet (BEL)      | 79e                  |
| Directeur sportif : Gautier De Winter |                          |                      |

| BCV Works-Soenens BCV              | BCV Works-Soenens BCV    | BCV Works-Soenens BCV |
| ---------------------------------- | ------------------------ | --------------------- |
| Num                                | Coureur                  | Pos                   |
| 29                                 | Matthias Allegaert (BEL) | 24e                   |
| 30                                 | Robby Cobbaert (BEL)     | 35e                   |
| 31                                 | Robbe Vangheluwe (BEL)   | 37e                   |
| 32                                 | Cédric Defreyne (BEL)    | 27e                   |
| 33                                 | Edward Planckaert (BEL)  | 47e                   |
| 34                                 | Wiebren Plovie (BEL)     | AB                    |
| 35                                 | Tijs Delbaere (BEL)      | AB                    |
| Directeur sportif : Luc Corneillie |                          |                       |

| 3M MMM                           | 3M MMM                    | 3M MMM |
| -------------------------------- | ------------------------- | ------ |
| Num                              | Coureur                   | Pos    |
| 36                               | Gertjan De Vos (BEL)      | 77e    |
| 37                               | Jimmy Janssens (BEL)      | 75e    |
| 38                               | Elliott Porter (en) (GBR) | 94e    |
| 39                               | Dimitri Peyskens (BEL)    | AB     |
| 40                               | Jake Tanner (GBR)         | 73e    |
| 41                               | Tim Vanspeybroeck (BEL)   | 16e    |
| 42                               | Nicolas Vereecken (BEL)   | 8e     |
| Directeur sportif : Frank Boeckx |                           |        |

| Cibel CIB                               | Cibel CIB                     | Cibel CIB |
| --------------------------------------- | ----------------------------- | --------- |
| Num                                     | Coureur                       | Pos       |
| 43                                      | Kevin Callebaut (BEL)         | 95e       |
| 44                                      | Bjorn De Decker (BEL)         | AB        |
| 45                                      | Kenny Goossens (BEL)          | AB        |
| 46                                      | Thomas Ongena (BEL)           | 63e       |
| 47                                      | Niels Van Dorsselaer (BEL)    | AB        |
| 48                                      | Matthias Van Holderbeke (BEL) | 101e      |
| 49                                      | Jori Van Steenberghen (BEL)   | 45e       |
| Directeur sportif : Gaspard Van Petegem |                               |           |

| Ottignies-Perwez OTP               | Ottignies-Perwez OTP       | Ottignies-Perwez OTP |
| ---------------------------------- | -------------------------- | -------------------- |
| Num                                | Coureur                    | Pos                  |
| 50                                 | Arne Casier (BEL)          | 105e                 |
| 51                                 | Anthony Debuy (BEL)        | AB                   |
| 52                                 | Julien Dechesne (BEL)      | AB                   |
| 53                                 | Christopher Deguelle (BEL) | 36e                  |
| 54                                 | Guillaume Rase (BEL)       | AB                   |
| 55                                 | Jelle Goderis (BEL)        | 59e                  |
| 56                                 | Auxence Buntinx (BEL)      | AB                   |
| Directeur sportif : André Soetaers |                            |                      |

| VL Technics-Experza-Abutriek VLT     | VL Technics-Experza-Abutriek VLT | VL Technics-Experza-Abutriek VLT |
| ------------------------------------ | -------------------------------- | -------------------------------- |
| Num                                  | Coureur                          | Pos                              |
| 57                                   | Axel De Corte (BEL)              | 64e                              |
| 58                                   | Jan Logier (BEL)                 | 35e                              |
| 59                                   | Laurent Pieters (BEL)            | AB                               |
| 60                                   | Mathias Ballet (BEL)             | 40e                              |
| 61                                   | Seppe Verschuere (BEL)           | AB                               |
| 62                                   | Arjen Livyns (BEL)               | 32e                              |
| 63                                   | Brent Van De Kerkhove (BEL)      | 91e                              |
| Directeur sportif : Rudy Vandenheede |                                  |                                  |

| Prorace PRO                       | Prorace PRO            | Prorace PRO |
| --------------------------------- | ---------------------- | ----------- |
| Num                               | Coureur                | Pos         |
| 64                                | Gertjan De Sy (BEL)    | 66e         |
| 65                                | Vincent De Sy (BEL)    | 97e         |
| 66                                | Joaquim Durant (BEL)   | 93e         |
| 67                                | Robin Mertens (BEL)    | 21e         |
| 68                                | Stijn Mortelmans (BEL) | 60e         |
| 69                                | Brent Masure (BEL)     | AB          |
| 70                                | Niels Tooth (BEL)      | 100e        |
| Directeur sportif : Benny Willems |                        |             |

| T.Palm-Pôle Continental Wallon PCW     | T.Palm-Pôle Continental Wallon PCW | T.Palm-Pôle Continental Wallon PCW |
| -------------------------------------- | ---------------------------------- | ---------------------------------- |
| Num                                    | Coureur                            | Pos                                |
| 71                                     | Jonathan Baratto (BEL)             | 103e                               |
| 72                                     | Louis Convens (BEL)                | AB                                 |
| 73                                     | Alexandre Seny (BEL)               | 104e                               |
| 74                                     | Nicolas Mertz (BEL)                | 41e                                |
| 75                                     | Ian Vansumere (BEL)                | AB                                 |
| 76                                     | Maxime Vekeman (BEL)               | AB                                 |
| 77                                     | Andrew Ydens (BEL)                 | 51e                                |
| Directeur sportif : Pascal Pieterarens |                                    |                                    |

| Wallonie-Bruxelles WBC                | Wallonie-Bruxelles WBC   | Wallonie-Bruxelles WBC |
| ------------------------------------- | ------------------------ | ---------------------- |
| Num                                   | Coureur                  | Pos                    |
| 78                                    | Sébastien Delfosse (BEL) | 13e                    |
| 79                                    | Kevyn Ista (BEL)         | 83e                    |
| 80                                    | Julien Stassen (BEL)     | 82e                    |
| 81                                    | Gaëtan Pons (BEL)        | 76e                    |
| 82                                    | Olivier Chevalier (BEL)  | 112e                   |
| 83                                    | Tom Dernies (BEL)        | 78e                    |
| 84                                    | Antoine Warnier (BEL)    | 88e                    |
| Directeur sportif : Frédéric Amorison |                          |                        |

| Van Der Vurst-Hiko VDV             | Van Der Vurst-Hiko VDV    | Van Der Vurst-Hiko VDV |
| ---------------------------------- | ------------------------- | ---------------------- |
| Num                                | Coureur                   | Pos                    |
| 85                                 | Stijn De Bock (BEL)       | AB                     |
| 86                                 | Johannes De Paepe (BEL)   | 92e                    |
| 87                                 | Jeroen D'Heer (BEL)       | AB                     |
| 88                                 | Lauren Boon (BEL)         | AB                     |
| 89                                 | Alfdan De Decker (BEL)    | AB                     |
| 90                                 | Tim Nerinckx (BEL)        | AB                     |
| 91                                 | Frederik Vandewiele (BEL) | 33e                    |
| Directeur sportif : Jurgen De Smet |                           |                        |

| Veranclassic-Ekoï VER               | Veranclassic-Ekoï VER           | Veranclassic-Ekoï VER |
| ----------------------------------- | ------------------------------- | --------------------- |
| Num                                 | Coureur                         | Pos                   |
| 92                                  | Niels De Rooze (BEL)            | 52e                   |
| 93                                  | Antoine Leleu (BEL)             | AB                    |
| 94                                  | David Desmecht (BEL)            | AB                    |
| 95                                  | Francesco Van Coppernolle (BEL) | AB                    |
| 96                                  | Gorik Gardeyn (BEL)             | 49e                   |
| 97                                  | Julien Van den Brande (BEL)     | 84e                   |
| 98                                  | Robbe Casier (BEL)              | AB                    |
| Directeur sportif : Willy Teirlinck |                                 |                       |

| Baguet-MIBA Poorten-Indulek BMP     | Baguet-MIBA Poorten-Indulek BMP | Baguet-MIBA Poorten-Indulek BMP |
| ----------------------------------- | ------------------------------- | ------------------------------- |
| Num                                 | Coureur                         | Pos                             |
| 99                                  | Niels Vandyck (BEL)             | AB                              |
| 100                                 | Jens Moens (BEL)                | 57e                             |
| 101                                 | Maarten Dhondt (BEL)            | AB                              |
| 102                                 | Ruben Geerinckx (BEL)           | AB                              |
| 103                                 | Titte Van Laer (BEL)            | AB                              |
| 104                                 | Jasper Van Der Schelden (BEL)   | AB                              |
| 105                                 | Arthur Kovsh (RUS)              | AB                              |
| Directeur sportif : Pascal De Weerd |                                 |                                 |

| Asfra Racing Oudenaarde ASF   | Asfra Racing Oudenaarde ASF | Asfra Racing Oudenaarde ASF |
| ----------------------------- | --------------------------- | --------------------------- |
| Num                           | Coureur                     | Pos                         |
| 106                           | Brecht Denys (LTU)          | AB                          |
| 107                           | Arne Opsomer (BEL)          | AB                          |
| 108                           | Yvan Cook (AUS)             | AB                          |
| 109                           | Jellen Schiettecatte (BEL)  | AB                          |
| 110                           | Kevin Verwaest (BEL)        | AB                          |
| 111                           | Pieter Verwee (BEL)         | AB                          |
| 112                           | David Desa (NOR)            | AB                          |
| Directeur sportif : Luc Assez |                             |                             |

| Vastgoedservice-Golden Palace VGS | Vastgoedservice-Golden Palace VGS | Vastgoedservice-Golden Palace VGS |
| --------------------------------- | --------------------------------- | --------------------------------- |
| Num                               | Coureur                           | Pos                               |
| 113                               | Dennis Coenen (BEL)               | 38e                               |
| 114                               | Sander Cordeel (BEL)              | 85e                               |
| 115                               | Gerry Druyts (BEL)                | 6e                                |
| 116                               | Sam Lennertz (BEL)                | 62e                               |
| 117                               | Rob Ruijgh (NED)                  | AB                                |
| 118                               | Timothy Stevens (BEL)             | 23e                               |
| 119                               | Alphonse Vermote (BEL)            | 48e                               |
| Directeur sportif : Roger Loysch  |                                   |                                   |

| Profel United PFU                | Profel United PFU     | Profel United PFU |
| -------------------------------- | --------------------- | ----------------- |
| Num                              | Coureur               | Pos               |
| 120                              | Glenn Debruyne (BEL)  | 44e               |
| 121                              | Jamie Herremans (BEL) | AB                |
| 122                              | Lennert Teugels (BEL) | 108e              |
| 123                              | Niels Reynvoet (BEL)  | AB                |
| 124                              | Nick Wynants (BEL)    | AB                |
| 125                              | Dries Lehaen (BEL)    | AB                |
| 126                              | Tom Vermeer (NED)     | AB                |
| Directeur sportif : Johan Remels |                       |                   |

| Colba-Superano Ham CSH            | Colba-Superano Ham CSH   | Colba-Superano Ham CSH |
| --------------------------------- | ------------------------ | ---------------------- |
| Num                               | Coureur                  | Pos                    |
| 127                               | Jelle Donders (BEL)      | AB                     |
| 128                               | Glenn Van De Maele (BEL) | AB                     |
| 129                               | Stein Van Couter (BEL)   | 96e                    |
| 130                               | Vincent De Boeck (BEL)   | AB                     |
| 131                               | Thomas Van Opstal (BEL)  | AB                     |
| 132                               | Rick Ottema (NED)        | 17e                    |
| 133                               | Jelle Mannaerts (BEL)    | AB                     |
| Directeur sportif : David Baudson |                          |                        |

| Topsport Vlaanderen-Baloise TSV    | Topsport Vlaanderen-Baloise TSV | Topsport Vlaanderen-Baloise TSV |
| ---------------------------------- | ------------------------------- | ------------------------------- |
| Num                                | Coureur                         | Pos                             |
| 134                                | Floris De Tier (BEL)            | 20e                             |
| 135                                | Arthur Vanoverberghe (BEL)      | 68e                             |
| 136                                | Thomas Sprengers (BEL)          | 14e                             |
| 137                                | Jonas Rickaert (BEL)            | 43e                             |
| 138                                | Eliot Lietaer (BEL)             | AB                              |
| 139                                | Bert Van Lerberghe (BEL)        | 5e                              |
| 140                                | Otto Vergaerde (BEL)            | NP                              |
| Directeur sportif : Andy Missotten |                                 |                                 |

| Groot Amsterdam GRO                 | Groot Amsterdam GRO       | Groot Amsterdam GRO |
| ----------------------------------- | ------------------------- | ------------------- |
| Num                                 | Coureur                   | Pos                 |
| 141                                 | Jelmer Asjes (NED)        | 98e                 |
| 142                                 | Marco Doets (NED)         | 29e                 |
| 143                                 | Sebastiaan Pot (NED)      | 86e                 |
| 144                                 | Jasper Butger (NED)       | AB                  |
| 145                                 | Bart Harmsen (NED)        | AB                  |
| 146                                 | Thijs van Beusichem (NED) | 72e                 |
| 147                                 | Daan de Groot (NED)       | 111e                |
| Directeur sportif : Johan Berghmans |                           |                     |

| AWT-Greenway AWT      | AWT-Greenway AWT               | AWT-Greenway AWT |
| --------------------- | ------------------------------ | ---------------- |
| Num                   | Coureur                        | Pos              |
| 148                   | Erik Baška (SVK)               | 22e              |
| 149                   | Matēj Bechynē (CZE)            | AB               |
| 150                   | Iván García (ESP)              | 53e              |
| 151                   | Przemysław Kasperkiewicz (POL) | 99e              |
| 152                   | Jakub Novák (CZE)              | AB               |
| 153                   | Roman Lehký (CZE)              | AB               |
| 154                   | Jan Brockhoff (GER)            | NP               |
| Directeur sportif : ? |                                |                  |

| Trefor-Blue Water TBW              | Trefor-Blue Water TBW        | Trefor-Blue Water TBW |
| ---------------------------------- | ---------------------------- | --------------------- |
| Num                                | Coureur                      | Pos                   |
| 155                                | Sebastian Lander (DEN)       | 106e                  |
| 156                                | Michael Olsson (SWE) (Route) | 109e                  |
| 157                                | Alex Rasmussen (DEN)         | AB                    |
| 158                                | Asbjørn Kragh Andersen (DEN) | 81e                   |
| 159                                | Søren Kragh Andersen (DEN)   | 80e                   |
| 160                                | Mark Sehested Pedersen (DEN) | AB                    |
| 161                                | Patrick Clausen (DEN)        | 87e                   |
| Directeur sportif : Allan Johansen |                              |                       |

| Roubaix Lille Métropole RLM            | Roubaix Lille Métropole RLM | Roubaix Lille Métropole RLM |
| -------------------------------------- | --------------------------- | --------------------------- |
| Num                                    | Coureur                     | Pos                         |
| 162                                    | Dieter Bouvry (BEL)         | 14e                         |
| 163                                    | Timothy Dupont (BEL)        | 61e                         |
| 164                                    | Romain Pillon (FRA)         | 102e                        |
| 165                                    | Baptiste Planckaert (BEL)   | 1er                         |
| 166                                    | Maxime Vantomme (BEL)       | AB                          |
| 167                                    | Jérémy Leveau (FRA)         | NP                          |
| 168                                    |                             |                             |
| Directeur sportif : Frédéric Delcambre |                             |                             |

| Stölting STG                    | Stölting STG           | Stölting STG |
| ------------------------------- | ---------------------- | ------------ |
| Num                             | Coureur                | Pos          |
| 169                             | Moritz Backofen (GER)  | 70e          |
| 170                             | Jan Oelerich (GER)     | 71e          |
| 171                             | Nils Politt (GER)      | 3e           |
| 172                             | Til Schuster (GER)     | AB           |
| 173                             | Jonas Tenbrock (GER)   | 56e          |
| 174                             | Maximilian Werda (GER) | AB           |
| 175                             | Nako Georgiev (BUL)    | AB           |
| Directeur sportif : Jochen Hahn |                        |              |

| Rabobank Development RDT              | Rabobank Development RDT | Rabobank Development RDT |
| ------------------------------------- | ------------------------ | ------------------------ |
| Num                                   | Coureur                  | Pos                      |
| 176                                   | Sjoerd Bax (NED)         | 34e                      |
| 177                                   | Cees Bol (NED)           | AB                       |
| 178                                   | Jan Maas (NED)           | AB                       |
| 179                                   | Piotr Havik (NED)        | AB                       |
| 180                                   | Merijn Korevaar (NED)    | 58e                      |
| 181                                   | Peter Lenderink (NED)    | AB                       |
| 182                                   | Maarten van Trijp (NED)  | AB                       |
| Directeur sportif : Arthur van Dongen |                          |                          |

| BMC Development BMD                 | BMC Development BMD        | BMC Development BMD |
| ----------------------------------- | -------------------------- | ------------------- |
| Num                                 | Coureur                    | Pos                 |
| 183                                 | Tom Bohli (SUI)            | 54e                 |
| 184                                 | Théry Schir (SUI)          | 107e                |
| 185                                 | Tyler Williams (USA)       | AB                  |
| 186                                 | Bas Tietema (NED)          | AB                  |
| 187                                 | Jesse Kerrison (AUS)       | AB                  |
| 188                                 | Loïc Vliegen (BEL)         | 10e                 |
| 189                                 | Nathan Van Hooydonck (BEL) | 46e                 |
| Directeur sportif : Geert Van Bondt |                            |                     |

| KSV Deerlijk-Gaverzicht DEE             | KSV Deerlijk-Gaverzicht DEE  | KSV Deerlijk-Gaverzicht DEE |
| --------------------------------------- | ---------------------------- | --------------------------- |
| Num                                     | Coureur                      | Pos                         |
| 190                                     | Jochen Deweer (BEL)          | 30e                         |
| 191                                     | Jelle Feys (BEL)             | AB                          |
| 192                                     | Steven Haerinck (BEL)        | AB                          |
| 193                                     | Gianni Marchand (BEL)        | AB                          |
| 194                                     | Anthony Van Den Berghe (BEL) | AB                          |
| 195                                     | Evert Vanneste (BEL)         | 50e                         |
| 196                                     | Jesper Yserbijt (BEL)        | 55e                         |
| Directeur sportif : Kristof Vercouillie |                              |                             |